# فدرفالز (کالیفرنیا)
فدرفالز (به انگلیسی: Feather Falls) یک منطقهٔ مسکونی در ایالات متحده آمریکا است که در شهرستان بیوت، کالیفرنیا واقع شده‌است. فدرفالز ۹۰۹ متر بالاتر از سطح دریا واقع شده‌است.